# Hubert de Brétigny
Pour les articles homonymes, voir Brétigny.
Hubert de Brétigny est un saint thaumaturge dont l’existence est relatée en latin dans les Acta Sanctorum des Bollandistes et en français dans Les Petits Bollandistes, se référant, d’après les Annales du diocèse de Soissons de l’abbé Louis-Victor Pécheur, à une Vie de saint Hubert tirée des manuscrits de l’abbaye Saint-Éloi de Noyon.

## Sa vie
Issu de la noblesse franque, il aurait vécu à la fin du VIIe siècle et au début du VIIIe siècle, et serait décédé vers 714.
D’après la chronique, ses parents, Pierre et Jeanne, auraient été les seigneurs de Brétigny, sous les règnes de Childebert III et Dagobert II, ce qui semble incompatible avec la chronologie des monarques francs que nous connaissons.
Hubert de Brétigny aurait été le filleul de saint Hubert de Liège, avec lequel il ne faut pas le confondre.